# Interaction-Powered Supernova
Eine Interaction-Powered Supernova ist die finale Explosion eines Sterns, wobei die Lichtkurve der Supernova von der Wechselwirkung zwischen der ausgestoßenen Gashülle und zirkumstellarer Materie beeinflusst wird.
Sterne können einen Gravitationskollaps nicht mehr abwenden, wenn sie in ihrem Inneren durch thermonukleare Reaktionen nicht mehr genug Energie erzeugen, um einen Druck aufrechtzuhalten, der den Gravitationskräften der äußeren Schichten effektiv entgegenwirkt. Vor diesem Ereignis haben die Sterne über Sternwinde bei massereichen Sternen bzw. in wechselwirkenden Doppelsternen einen Teil ihrer Atmosphäre verloren. Explodiert der Stern in der Folge als Supernova, dann kommt es zu einer Interaktion zwischen der zirkumstellaren Materie und der bei der Supernovaexplosion beschleunigten Sternhülle.
Bei dieser Wechselwirkung wird ein Teil der kinetischen Energie in elektromagnetische Strahlung umgesetzt, die im Optischen und Infrarot nachgewiesen werden kann. Zu den Interaction-Powered Supernovae gehören:
- Die Supernova vom Typ IIn. Dabei handelt es sich um eine Unterart der wasserstoffreichen Kernkollaps-Supernovae, die in ihren Spektren schmale Linien des Wasserstoffs zeigen. Die schmalen Linien werden dem Wasserstoff der zirkumstellaren Materie zugeordnet, die sich mit einer deutlichen geringeren Geschwindigkeit vom Stern entfernen als die bei der Supernovaexplosion beschleunigte äußere Hülle des Sterns.
- Eine Unterklasse der Hypernovae. Diese Form der überleuchtkräftigen Supernovae erreicht bolometrische Helligkeiten von mindestens −21 Magnitudine und stellt nur 0,01 Prozent aller Kernkollaps-Supernovae. Ihr Maximum ist sehr breit und zeigt einen spektralen Verlauf ähnlich den Supernovae vom Typ IIn. Sie entstehen wohl in dichten zirkumstellaren Hüllen von Gelben Hyperriesen oder Leuchtkräftigen Blauen Veränderlichen, deren Massenverlustraten Werte von bis zu einem Zehntel Sonnenmassen pro Jahr erreichen können.
- Die Supernovae vom Typ Ia-CSM. Diese Untergruppe der thermonuklearen Supernovae zeigen in ihren Spektren kurz nach dem Maximum Anzeichen von schmalen Wasserstofflinien ähnlich den Supernovae vom Typ IIn. Die Supernovae vom Typ Ia-CSM entstehen wahrscheinlich in Symbiotischen Doppelsternsystemen, in denen ein Weißer Zwerg Masse von seinem Begleiter akkretiert und der Entartungsdruck den Gravitationskollaps nicht mehr verhindern kann.

Nicht zu den Interaction-Powered Supernovae gehören die Supernova Impositors. Die meiste elektromagnetische Strahlung in diesen Explosionen entsteht ebenfalls in Wechselwirkungen zwischen einer ausgestoßenen Hülle und einer zirkumstellaren Hülle. Die Impositors (dt. Gaukler) können Leuchtkräfte erreichen, die denen einer Kernkollapssupernova entsprechen. Allerdings handelt es sich nicht um eine Supernovaexplosion, sondern um eine große Eruption eines Leuchtkräftigen Blauen Veränderlichen.
Bei den Interaction-Powered Supernovae ist der Supernova Shock Breakout leichter zu beobachten, da es sich nicht um den Ausbruch aus der Photosphäre handelt, der nur wenige Stunden andauert. Weil die zirkumstellare Materie die Schockwelle gebremst hat und aufgrund ihrer Inhomogenität dauert der Supernova Shock Breakout mehrere Tage an und wurde wahrscheinlich bei den Interaction-Powered Supernova  SN 2010jl nachgewiesen. Interaction-Powered Supernova gelten auch als Ort der Entstehung eines Teils der Kosmischen Strahlung.